# 도카정
도카정(十日町)은 니가타현 나카우오누마군에 있던 정이다. 

## 역사
- 1889년 4월 1일 - 정촌제 시행에 의해 나카우오누마군 도카마치촌이 성립하였다.
- 1897년 9월 24일 - 정으로 승격해 도카정이 되었다.
- 1954년 3월 31일 - 나카우오누마군 가와지촌·나카조촌·롯카촌과 합병해 도카마치시가 되어 소멸하였다

## 참고문헌
- 『市町村名変遷辞典』東京堂出版、1990年。